# Gainneville
Gainneville település Franciaországban, Seine-Maritime megyében. Lakosainak száma 2529 fő (2022. január 1.). Gainneville Gonfreville-l’Orcher, Rogerville, Saint-Aubin-Routot, Saint-Laurent-de-Brèvedent és Saint-Martin-du-Manoir községekkel határos.

## Népesség
A település népességének változása:
| Lakosok száma | 2645 | 2602 | 2623 | 2582 | 2553 | 2526 | 2495 | 2511 | 2529 |
|               | 2013 | 2015 | 2016 | 2017 | 2018 | 2019 | 2020 | 2021 | 2022 |